# Tourisme et handicaps
Pour les articles homonymes, voir Tourisme et handicap (homonymie).
Tourisme et Handicaps (ATH) est une association loi de 1901 créée en 2001 visant à élaborer avec ses partenaires institutionnels et les professionnels du tourisme, une qualité d'accueil permettant à toutes les personnes en situation de handicap de bénéficier de vacances et loisirs en autonomie.
L’association Tourisme et Handicaps est chargée par le ministère du Tourisme de la gestion nationale du label « Tourisme et Handicap ».

## Histoire
Tourisme et Handicaps est une association loi de 1901 créée le 28 février 2001, et déclarée le 15 mars 2001 par des membres de la « Cellule de coordination nationale tourisme et handicaps », structure de coordination entre les professionnels du tourisme et les associations d'usagers handicapés, créée en 1994 à l'initiative de la Commission européenne et de la Direction du tourisme.

## Missions
L'association Tourisme et handicaps vise à sensibiliser les professionnels du tourisme et le grand public à l’accès aux vacances et aux loisirs pour tous, promouvoir et mettre en œuvre avec les institutions et ses partenaires une politique sociale en faveur des personnes handicapées dans le cadre de conventions, des dispositifs passant par des labellisations, expertises, formations, enquêtes et colloques.
Tourisme et Handicaps est membre du Conseil national du tourisme, de l’OBIAÇU, de l’ENAT, de l'Organisation internationale du tourisme social (OITS).
L'association travaille en partenariat avec les professionnels du tourisme, les institutions et missions régionales de France, soutenue dans son action par le Ministère des Affaires sociales et de la Santé et des Affaires Sociales, le Ministère de l’Économie, le Ministère de la Culture et par l'Agence nationale pour les chèque-vacances.

## «Tourisme et Handicap»

Le label « Tourisme et Handicap » est une marque de l’État français visant à favoriser l'accueil et les loisirs des personnes en situation de handicap, valoriser les établissements labellisés et s'inscrit dans le cadre du développement du tourisme durable, gérée par l'association Tourisme et handicaps. Il est accordé à des sites touristiques, des activités de loisirs, des établissements de restauration et d'hébergement, des bâtiments neufs et anciens, adaptés à l'accueil de personnes pouvant être atteintes de handicaps auditifs, physique, mental ou visuel.
Il fut élaboré par le ministère chargé du Tourisme, les professionnels du secteur, les collectivités territoriales et les associations représentant les personnes handicapées en 2001 et décompte aujourd'hui plus de 5 300 sites et établissements touristiques labellisés,.
Les évaluations sur la base de critères évolutifs réunis dans des cahiers des charges ont lieu tous les cinq ans. Le label est une propriété de l’État français déposé le 12 février 2003 en tant que marque collective simple à l’Institut national de la propriété intellectuelle.
Les conditions d’attribution du label sont formalisées par le ministère délégué au tourisme qui a confié à l’association Tourisme et Handicaps la gestion nationale.

## «Destination pour tous»

Un label complémentaire à « Tourisme et handicap » a été créé en 2011 : le label « Destination pour tous » (DPT).
Il labellise les territoires proposant des activités et des services de la vie quotidienne et des loisirs adaptés. Il vise à favoriser l’émergence d'un cadre de vie prenant en compte l'accessibilité pour les personnes handicapées au sein des offres touristiques,.
Les territoires éligibles doivent permettre l'accessibilité pour au moins deux familles de handicap et poursuivre durant la durée de la labellisation attribuée pour 3 ans, le développement de leur offre touristique globale.
Le label Destination pour tous est une marque de l’État français. La gestion nationale est confiée à l'association Tourisme et Handicaps.

## Événements

### Journées «Tourisme et Handicap»
L’Association Tourisme et Handicaps organise en partenariat avec le Ministère du Tourisme, le Ministère de la Culture, l’ANCV – Agence nationale pour les chèques-vacances et Rn2d – le Réseau National des Destinations Départementales, deux journées visant à présenter le label Tourisme et Handicap au travers les établissements labellisés des régions françaises,.

### Trophées de l'Accessibilité
Les prix des Trophées de l’accessibilité par l’Association Tourisme et Handicaps décernés chaque année ont pour but de récompenser les établissements ou organismes ayant atteint un niveau d'excellence dans leur offre pour les personnes en situation de handicap, en prix national ou régional.